# Reilos
Reilos ist ein Ortsteil der Gemeinde Ludwigsau im Nordosten Hessens im Landkreis Hersfeld-Rotenburg. Der Ort liegt im östlichen Teil des Knüllgebirges wenig westlich der Mündung des Rohrbachs in die Fulda.

## Geschichte
Erstmals schriftlich erwähnt wurde Reilos, soweit bekannt, im Jahre 1347. Zum Ortsteil Reilos gehört die „Ludwigsaumühle“ an der Mündung des Rohrbach in die Fuldaniederung. An dieser Mündung stand früher die 1416 vom Landgrafen Ludwig I. erbaute Burg Ludwigsaue, von der bis ins 19. Jahrhundert noch Reste zu sehen waren. Sehenswert sind die Fachwerkhäuser und die St. Gallus-Kapelle aus dem 11. Jahrhundert.
Die bis dahin selbstständige Gemeinde Reilos wurde am 1. April 1969 im Vorfeld der Gebietsreform in Hessen auf freiwilliger Basis in die Gemeinde Friedlos eingemeindet. Zum 31. Dezember 1971 wurde Friedlos im Zuge der Gebietsreform zusammen mit Reilos in die neue gebildete Gemeinde Ludwigsau eingegliedert. Da sich Niederthalhausen dem Zusammenschluss zur Gemeinde Ludwigseck widersetzte, wurde durch Landesgesetz zum 1. August 1972 die Gemeinde Ludwigseck wieder aufgelöst und die dazugehörigen Gemeinden und Niederthalhausen sowie Meckbach und Rohrbach wurden in die Großgemeinde Ludwigsau zwangseingemeindet. Dabei wurde Reilos ein Ortsteil der Gemeinde Ludwigsau. Für alle ehemals eigenständigen Gemeinden von Ludwigsau wurde je ein Ortsbezirk mit Ortsbeirat und Ortsvorsteher nach der Hessischen Gemeindeordnung gebildet.

## Bevölkerung
Einwohnerstruktur 2011
Nach den Erhebungen des Zensus 2011 lebten am Stichtag dem 9. Mai 2011 in Reilos 597 Einwohner. Darunter waren 9 (1,5 %) Ausländer. Nach dem Lebensalter waren 81 Einwohner unter 18 Jahren, 213 zwischen 18 und 49, 144 zwischen 50 und 93 und 162 Einwohner waren älter. Die Einwohner lebten in 210 Haushalten. Davon waren 42 Singlehaushalte, 60 Paare ohne Kinder und 87 Paare mit Kindern, sowie 18 Alleinerziehende und 3 Wohngemeinschaften. In 36 Haushalten lebten ausschließlich Senioren und in 138 Haushaltungen lebten keine Senioren.
Einwohnerentwicklung
| Reilos: Einwohnerzahlen von 1834 bis 2011 | Reilos: Einwohnerzahlen von 1834 bis 2011 | Reilos: Einwohnerzahlen von 1834 bis 2011 | Reilos: Einwohnerzahlen von 1834 bis 2011 | Reilos: Einwohnerzahlen von 1834 bis 2011 |
| --- | ----------------------------------------- | ----------------------------------------- | ----------------------------------------- | ----------------------------------------- |
| Jahr |                                           |                                           |                                           | Einwohner                                 |
| 1834 | 1834                                      |                                           | 181                                       | 181                                       |
| 1840 | 1840                                      |                                           | 169                                       | 169                                       |
| 1846 | 1846                                      |                                           | 189                                       | 189                                       |
| 1852 | 1852                                      |                                           | 199                                       | 199                                       |
| 1858 | 1858                                      |                                           | 193                                       | 193                                       |
| 1864 | 1864                                      |                                           | 202                                       | 202                                       |
| 1871 | 1871                                      |                                           | 192                                       | 192                                       |
| 1875 | 1875                                      |                                           | 175                                       | 175                                       |
| 1885 | 1885                                      |                                           | 172                                       | 172                                       |
| 1895 | 1895                                      |                                           | 184                                       | 184                                       |
| 1905 | 1905                                      |                                           | 183                                       | 183                                       |
| 1910 | 1910                                      |                                           | 188                                       | 188                                       |
| 1925 | 1925                                      |                                           | 193                                       | 193                                       |
| 1939 | 1939                                      |                                           | 264                                       | 264                                       |
| 1946 | 1946                                      |                                           | 383                                       | 383                                       |
| 1950 | 1950                                      |                                           | 386                                       | 386                                       |
| 1956 | 1956                                      |                                           | 361                                       | 361                                       |
| 1961 | 1961                                      |                                           | 356                                       | 356                                       |
| 1967 | 1967                                      |                                           | 352                                       | 352                                       |
| 1970 | 1970                                      |                                           | 353                                       | 353                                       |
| 1980 | 1980                                      |                                           | ?                                         | ?                                         |
| 1990 | 1990                                      |                                           | ?                                         | ?                                         |
| 2000 | 2000                                      |                                           | ?                                         | ?                                         |
| 2011 | 2011                                      |                                           | 597                                       | 597                                       |
| Datenquelle: Historisches Gemeindeverzeichnis für Hessen: Die Bevölkerung der Gemeinden 1834 bis 1967. Wiesbaden: Hessisches Statistisches Landesamt, 1968. Weitere Quellen: LAGIS; Zensus 2011 |                                           |                                           |                                           |                                           |

Historische Religionszugehörigkeit
| • 1885: | 171 evangelische (= 99,42 %), ein katholischer (= 0,58 %) Einwohner |
| • 1961: | 316 evangelische (= 88,76 %), 35 katholische (= 9,83 %) Einwohner   |

## Politik
Für Reilos besteht ein Ortsbezirk (Gebiete der ehemaligen Gemeinde Reilos) mit Ortsbeirat und Ortsvorsteher nach der Hessischen Gemeindeordnung.
Der Ortsbeirat besteht aus sieben Mitgliedern. Seit den Kommunalwahlen in Hessen 2021 ist der Ortsvorsteher Jörg Meckbach.

## Infrastruktur
- Im Ort gibt es ein Dorfgemeinschaftshaus und ein Altersheim.
- Im Osten führt die Bundesstraße 27 an Reilos vorbei.
- In unmittelbarer Nähe zur B 27 befindet sich das Besengrund Center. Dort haben sich zwei Bäcker, eine Fleischerei, ein Restpostenmarkt und zwei große Lebensmittelketten angesiedelt. Bis Anfang 2012 befand sich dort auch eine Filiale einer Drogeriekette.[2]
- Den öffentlichen Personennahverkehr stellt die ÜWAG Bus GmbH mit der Linie 320 sicher.